# NGC 1353
NGC 1353 je galaksija u zviježđu Eridan.

## Vanjske poveznice
- SEDS: NGC 1353